# Longwan
För andra betydelser, se Longwan (olika betydelser).
Longwan är ett stadsdistrikt i Wenzhou i Zhejiang-provinsen i östra Kina.
Befolkningen uppgick till 204 935 invånare vid folkräkningen år 2000. Distriktet var år 2000 indelat i fem köpingar (zhèn) varav de största är (med invånare 2000) den administrativa huvudorten Zhuangyuan (83 935) och Puzhou (62 598). Distriktet är belägen vid Ouflodens mynning mot Östkinesiska havet. 